# Marktonderzoeksbureau
Een marktonderzoeksbureau verricht marktonderzoek in opdracht van het bedrijfsleven en/of overheid. Het marktonderzoek helpt opdrachtgevers bij het nemen van beslissingen.
Volgens het CBS zijn er in 2020 in Nederland 5865 bureaus die zich bezighouden met markt- en opinieonderzoek. Ruim 80% van deze markt- en opiniebureaus (met CBS SBI-code 7320) zijn eenmanszaken. 15% van de marktonderzoekbureaus bestaat uit 2-10 werkzame personen. Slechts 5% van de bureaus heeft 10 of meer werkzame personen in dienst.
Marktonderzoeksbureaus verzamelen en analyseren zelfstandig gegevens door deskresearch en/of veldwerk uit te voeren. Het veldwerk wordt in eigen beheer gedaan of uitbesteed aan een gespecialiseerde toeleverancier. Nadat de gegevens verzameld zijn, zijn de marktonderzoekers verantwoordelijk voor een statistisch verantwoorde analyse ervan. Nadat de gegevens geanalyseerd zijn, interpreteren en duiden de onderzoekers de resultaten.
Er zijn diverse soorten marktonderzoek, waaronder: tevredenheidsonderzoek, naamsbekendheidonderzoek, behoefteanalyse, communicatieonderzoek en mediaonderzoek.